# Piotr Łukasik
Piotr Łukasik (ur. 11 lipca 1994 w Ostródzie) – polski siatkarz, grający na pozycji przyjmującego. 
Jego potencjał do gry w piłkę siatkową został odkryty w drugiej klasie szkoły podstawowej, kiedy trafił na zajęcia korekcyjne wynikające z problemów z płaskostopiem i kręgosłupem. Zamiłowanie do tej dyscypliny przejął po bracie, który również grał w siatkówkę.
W pierwszym sezonie (2010/2011) rozgrywek Młodej Ligi znalazł się w składzie AZS-u Olsztyn. Już rok później, mając zaledwie 17 lat, został dołączony do seniorskiej kadry Akademików z Olsztyna. W lutym 2012 roku podczas meczu ligowego doznał poważnej kontuzji, w wyniku której zerwane zostało więzadło krzyżowe przednie i uszkodzone obie łąkotki. Po serii zabiegów i długiej rehabilitacji do treningów powrócił dopiero w listopadzie tego samego roku.
Od sezonu 2024/2025 w drugoligowej drużynie KS Necko Augustów uderzał piłkę w ataku lewą ręką.

## Sukcesy klubowe
I liga:
- 2017

PlusLiga:
- 2019, 2021

Superpuchar Polski:
- 2019, 2020

Puchar Polski:
- 2021

Liga Mistrzów:
- 2020

## Sukcesy reprezentacyjne
Liga Narodów:
- 2019

Puchar Świata:
- 2019

## Sukcesy w siatkówce plażowej
Ogólnopolska olimpiada młodzieży w siatkówce plażowej kadetów:
- 2011

## Nagrody indywidualne
- 2011: MVP ogólnopolskiej olimpiady młodzieży w siatkówce plażowej kadetów